# IK Pantern

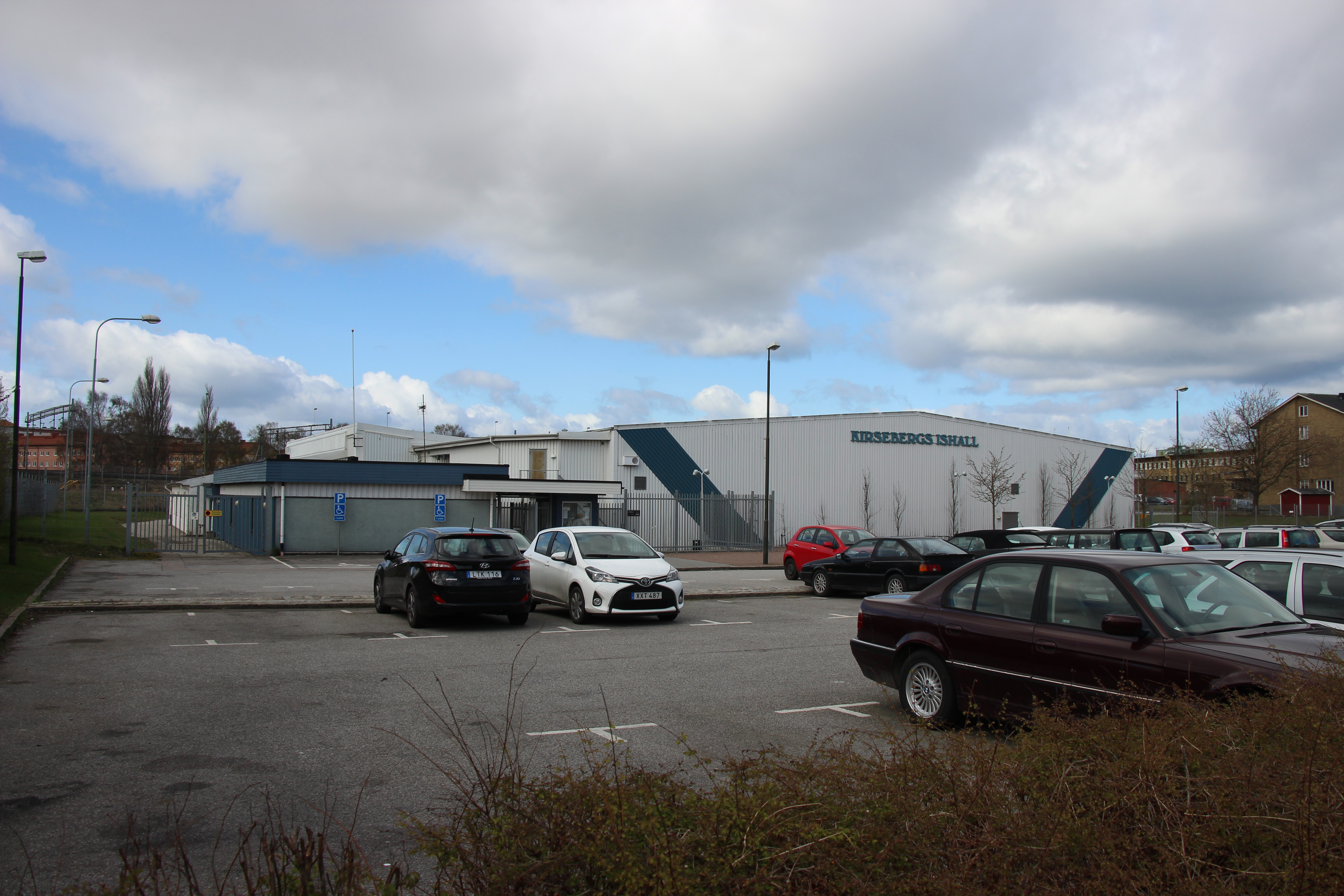
Kirsebergs ishall, Panterns hemmaarena till 2015.

IK Pantern,  Idrottsklubben Pantern var en ishockeyklubb i Malmö, bildad 1959. Deras supporterklubb är Black Panter. 28 maj 2025 meddelades att klubben begärts i konkurs.
Panterns första officiella match spelades i Junior-DM under december månad 1960 och slutade med en överraskande seger över Lunds IS med hela 8–1. Främsta meriterna är ett par säsonger i dåvarande Division I på 1990-talet då man kvalspelade till Elitserien och vid två tillfällen slog ut anrika Södertälje SK. Efter det andra tillfället begåvades man till och med med en lokal supporterklubb i Stockholm. Till säsongen 2015/2016 avancerade man till Hockeyallsvenskan efter att ha uppnått tredje plats i kvalserien. Skådespelaren Sven Melander är en av dem som spelat i Pantern.
Den 31 maj 2019 meddelade klubben att man inte kommer spela i Hockeyallsvenskan säsongen 2019/2020 på grund av dålig ekonomi. Kort därefter begärde sig IK Pantern i konkurs efter flera försök att rädda ekonomin. En ny förening bildades även den med namnet IK Pantern.

## Säsonger

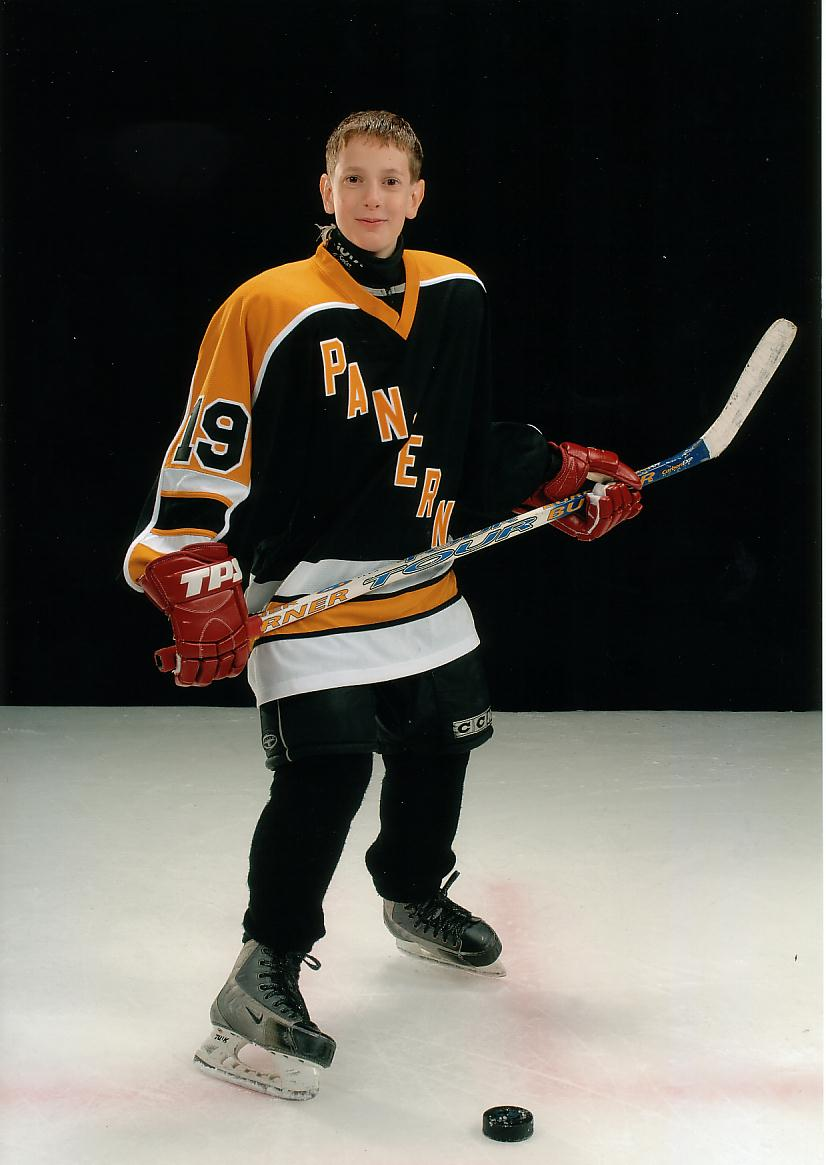
Panterns matchtröja.

| Säsong                               | Division           | Placering | Vårserie                                                    | Kval/Playoff                                                |
| ------------------------------------ | ------------------ | --------- | ----------------------------------------------------------- | ----------------------------------------------------------- |
| 1992/1993                            | Division I Södra   | 3         | 1:a i fortsättningsserien                                   | Playoff: Besegrar Södertälje, utslagna av Troja             |
| 1993/1994                            | Division I Södra   | 3         | 1:a i fortsättningsserien                                   | Playoff: Besegrar Team Gävle, utslagna av Troja             |
| 1994/1995                            | Division I Södra   | 4         | 2:a i fortsättningsserien                                   | Playoff: Besegrar Södertälje och Mora, utslagna av Boden    |
| 1995/1996                            | Division I Södra   | 10        | 8:a i fortsättningsserien, nerflyttade                      |                                                             |
| 1996-1999 spelade man i Division II. |                    |           |                                                             |                                                             |
| 1999/2000                            | Division 1 Södra B | 6         | 1:a i vårserien                                             | 2:a i Playoff Södra grupp B                                 |
| 2000/2001                            | Division 1 Södra B | 3         | 4:a i Allettan Södra                                        | 3:a i Förkval Södra A                                       |
| 2001/2002                            | Division 1 Södra B | 3         | 8:a i Allettan Södra                                        | 1:a i Återkval till Division 1 Södra B                      |
| 2002/2003                            | Division 1 Södra B | 9         |                                                             | 1:a i Kval till Division 1 Södra grupp B                    |
| 2003/2004                            | Division 1 Södra   | 4         | 3:a i Förkval Södra B                                       |                                                             |
| 2004/2005                            | Division 1 Södra   | 5         |                                                             |                                                             |
| 2005/2006                            | Division 1F        | 2         |                                                             | Utslagna av Mariestad BoIS i Playoff                        |
| 2006/2007                            | Division 1F        | 5         | 1:a i vårserien                                             |                                                             |
| 2007/2008                            | Division 1F        | 2         | 7:a i Allettan Södra                                        |                                                             |
| 2008/2009                            | Division 1F        | 2         | 4:a i Allettan Södra                                        |                                                             |
| 2009/2010                            | Division 1F        | 3         | 7:a i Allettan Södra                                        |                                                             |
| 2010/2011                            | Division 1F        | 7         | 4:a i fortsättningsserien                                   |                                                             |
| 2011/2012                            | Division 1F        | 8         | 5:a i fortsättningsserien                                   | 2:a i kvalserie F                                           |
| 2012/2013                            | Division 1F        | 8         | 3:a i fortsättningsserien                                   |                                                             |
| 2013/2014                            | Division 1F        | 7         | 5:a i fortsättningsserien                                   | 1:a i kvalserie F                                           |
| 2014/2015                            | Hockeyettan södra  | 2         | 1:a i Allettan Södra                                        | 3:a i Kvalserien till Hockeyallsvenskan, uppflyttade        |
| 2015/2016                            | Hockeyallsvenskan  | 10        |                                                             |                                                             |
| 2016/2017                            | Hockeyallsvenskan  | 4         | 3:a i slutspelsserien                                       |                                                             |
| 2017/2018                            | Hockeyallsvenskan  | 6         | 6:a I slutspelsserien                                       |                                                             |
| 2018/2019                            | Hockeyallsvenskan  | 11        | Efter färdigspelad säsong begärde sig föreningen i konkurs. | Efter färdigspelad säsong begärde sig föreningen i konkurs. |
| 2024/2025                            | Hockeyettan södra  |           |                                                             |                                                             |